# Artefatto (sviluppo software)
In informatica, e in particolare in ingegneria del software, un artefatto è un sottoprodotto che viene realizzato durante lo sviluppo software.
Sono artefatti i casi d'uso, i diagrammi delle classi, i modelli UML, il codice sorgente e la documentazione varia, che aiutano a descrivere la funzione, l'architettura e la progettazione del software.
Nell'informatica forense invece il termine è usato per indicare le tracce residue prodotte dal regolare funzionamento di un software o dalle interazioni con l'utente. In questo senso sono artefatti i file di log, la cronologia di navigazione di un browser, le chiavi di registro create o modificate a seguito di determinati eventi, ecc.